# آن هولت
آن هولت (من مواليد 16 نوفمبر 1958) هي مؤلفة نرويجية ومحامية ووزيرة عدل سابقة.

## حياتها
ولدت في لارفيك، ونشأت في ليلستروم وترومسو، وانتقلت إلى أوسلو في عام 1978. حصلت هولت على شهادة في القانون من جامعة بيرغن في عام 1986، وعملت في هيئة الإذاعة النرويجية في الفترة من 1984 إلى 1988.
عملت بعد ذلك في إدارة شرطة أوسلو لمدة عامين، وحصلت على حق ممارسة المحاماة في النرويج. وفي عام 1990 عادت إلى هيئة الإذاعة النرويجية، حيث عملت لمدة عام كصحافية ومذيعة لبرنامج أخبار.
بدأت آن هولت ممارسة القانون في عام 1994، وشغلت منصب وزيرة العدل في حكومة ياغلاند لفترة قصيرة من 25 أكتوبر 1996 إلى 4 فبراير 1997. واستقالت لأسباب صحية، وحلت محلها جيرارد ليف فالا [الإنجليزية] .

## جوائز
حصلت على جوائز منها:
- Cappelen Prize [الإنجليزية]‏ (2001)
- Norwegian Booksellers' Prize [الإنجليزية]‏ (1995)
- Riverton Prize [الإنجليزية]‏ (1994).

## وصلات خارجية
- آن هولت على موقع IMDb (الإنجليزية)
- آن هولت على موقع مونزينجر (الألمانية)
- آن هولت على موقع قاعدة بيانات الفيلم (الإنجليزية)
- آن هولت في قاعدة بيانات الأفلام على الإنترنت